# Métrica de De Sitter
El espacio de De Sitter (nombrado así por Willem de Sitter) es una variedad lorentziana (un espacio-tiempo) análogo a la esfera en geometría riemanniana. Posee curvatura constante y positiva y es maximalmente simétrico. En dimensión {\displaystyle n} se le denota por {\displaystyle dS_{n}}.
En relatividad general, el espacio de De Sitter es la solución de vacío máximamente simétrica de las ecuaciones de Einstein con constante cosmológica positiva (repulsiva). En el caso de que el número de dimensiones sea {\displaystyle n=4}, constituye un modelo cosmológico para un universo en expansión acelerada.

## Definición

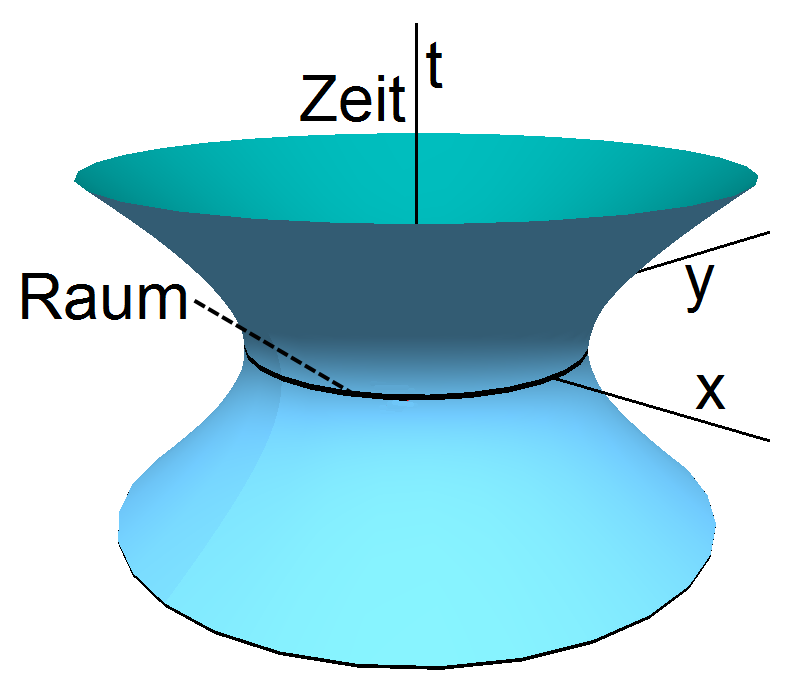
Hiperboloide De Sitter

El espacio de Sitter puede visualizarse de manera sencilla como una hipersuperficie embebida en el espacio-tiempo de Minkowski de dimensión {\displaystyle n+1},R 1,n. Su ecuación como "pseudoesfera" es:
| {\displaystyle \displaystyle {\mathcal {H}}=\left\{X\in \mathbb {R} ^{1,n}:\eta _{\mu \nu }X^{\mu }X^{\nu }=-(X^{0})^{2}+\sum _{i=1}^{n}(X^{i})^{2}=\ell ^{2}\right\}} |

La métrica del espacio-tiempo ambiente es diag{\displaystyle (-1,1^{n})}. {\displaystyle \ell } es una constante con dimensiones de longitud. Con esta definición, esta hipersuperficie coincide con la generalización a dimensión arbitraria del hiperboloide de una hoja embebido en tres dimensiones. Sin embargo, la métrica asignada al espacio de Sitter es lorentziana, y es heredada de la métrica ambiente:

{\displaystyle g=-dX^{0}\otimes dX^{0}+\delta _{ij}dX^{i}\otimes dX^{j}}

El espacio de De Sitter, tiene una topología simple: {\displaystyle \mathbb {R} \times S^{n-1}}.

## Forma de la métrica

### Coordenadas globales
La geometría del universo de De Sitter viene representada por una espacio-tiempo {\displaystyle \scriptstyle (\mathbb {R} \times S^{n-1},g)} donde la métrica puede representarse introduciendo las coordenadas auxiliares {\displaystyle \scriptstyle (\tau ,\omega ^{i})}:

{\displaystyle {\begin{aligned}&X^{0}=\ell \sinh(\tau /\ell )\\&X^{i}=\ell \cosh(\tau /\ell )\cdot \omega ^{i}\end{aligned}}}

donde {\displaystyle \omega ^{i}} es una carta sobre la esfera de dimensión n-1, y escogemos unidades naturales c=1. Entonces se tiene para la métrica:

(1){\displaystyle g=-d\tau \otimes d\tau +\ell ^{2}\cosh(\tau /\ell )d\Omega _{n-1}^{2}},

donde {\displaystyle d\Omega _{n-1}^{2}} es el elemento de línea de una n-1-esfera. Las coordenadas anteriores cubren todo el hiperboloide {\displaystyle \scriptstyle {\mathcal {H}}} del que se habló en la sección anterior. Las secciones espaciales obtenidas para τ = cte. son hiperesferas {\displaystyle \scriptstyle S^{n-1}} que resultan ser además hipersuperficies de Cauchy.

### Coordenadas conformes
Realizando el cambio:

{\displaystyle \cosh(\tau /\ell )={\frac {1}{\cos T}}}

Diagrama conforme del espacio de Sitter. Cada punto en el diagrama (excepto los lados verticales, los "polos") corresponde a una 2-esfera (para el caso de un de Sitter 4-dimensional). I^{+} e I^{-} son los infinitos futuro y pasado.

bien en la definición de la carta anterior, bien directamente en la forma de la métrica, se obtiene:

(1){\displaystyle g={\frac {\ell ^{2}}{\cos ^{2}T}}\left(-dT\otimes dT+d\Omega _{n-1}^{2}\right)},

En estas coordenadas, es manifiesto que el espacio de De Sitter es conforme a una porción del universo estático de Einstein, un espacio-tiempo similar a De Sitter, pero sin expansión o contracción. La porción que cubre esta carta corresponde a T ∈ (-π/2,π/2), con lo que es manifiesto la existencia de horizontes. Debido a esta equivalencia conforme, la ecuación de una geodésica de tipo-luz toma la forma:

{\displaystyle dT=d\Omega },

donde dΩ es el elemento de línea de la n-1 esfera. Partiendo por ejemplo del polo norte de esta en el instante T=0, ningún observador puede pasar del ecuador de la esfera, puesto que es necesaria una cantidad de tiempo ΔT=π/2 para llegar a éste. Esto refleja el hecho de que la expansión es tan rápida que puede separar dos observadores de todo contacto causal.

### Coordenadas cosmológicas
Puede construirse una carta local {\displaystyle (t,x^{i})}

{\displaystyle {\begin{aligned}&X^{0}=-\ell \sinh t/\ell -{\frac {1}{2\ell }}x_{i}x^{i}e^{t/\ell }\\&X^{j}=\ell x^{j}e^{t/\ell }\\&X^{n}=\ell \cosh t/\ell -{\frac {1}{2\ell }}x_{i}x^{i}e^{t/\ell }\end{aligned}}}

que cubre la mitad del hiperboloide {\displaystyle \scriptstyle {\mathcal {H}}} tal que {\displaystyle X^{0}-X^{n}<0}. La métrica adopta entonces la forma

(2){\displaystyle g=-dt\otimes dt+e^{2t/\ell }dx_{i}\otimes dx^{i}}

que corresponde a un universo en expansión eterna con curvatura espacial nula. Puede construirse fácilmente una carta análoga para cubrir la otra mitad del hiperboloide, que corresponde sin embargo a una fase de contracción eterna.

## Propiedades generales del espacio-tiempo de De Sitter

### Contenido material
El universo de De Sitter es una solución de las ecuaciones de Einstein cuya curvatura escalar {\displaystyle R} es constante en todo el espacio-tiempo. Se puede interpretar como una solución de vacío con constante cosmológica {\displaystyle \Lambda =R/4} o bien un espacio-tiempo repleto de un fluido perfecto cuya presión y densidad satisfacen {\displaystyle p=-\rho c^{2}=R/32\pi }. El tensor gravitacional de Einstein Gij viene dado por:

{\displaystyle G_{ik}=R_{ik}-{\frac {1}{2}}g_{ik}R\mapsto [G_{ik}]=-{\frac {R}{32\pi }}{\begin{bmatrix}-1&0&0&0\\0&+1&0&0\\0&0&+1&0\\0&0&0&+1\end{bmatrix}}}

Dada la forma sencilla del tensor de Riemann resulta muy sencillo probar directamente la forma del contenido material anterior.

### Geodésicas
Si {\displaystyle \gamma (\tau )=(t(\tau ),x(\tau ),y(\tau ),z(\tau ))\;} es la expresión de una curva usando el sistema de referencia asociado a las coordenadas de (1) y del tiempo propio entonces esa curva será geodésica si se cumple que:

{\displaystyle {\begin{cases}{\ddot {t}}+{\cfrac {e^{2c/l}}{cl}}\left({\dot {x}}^{2}+{\dot {y}}^{2}+{\dot {z}}^{2}\right)=0\\{\ddot {x}}+{\cfrac {2c}{l}}{\dot {t}}{\dot {x}}=0\\{\ddot {y}}+{\cfrac {2c}{l}}{\dot {t}}{\dot {y}}=0\\{\ddot {z}}+{\cfrac {2c}{l}}{\dot {t}}{\dot {z}}=0\end{cases}}}

### Tensor de Riemann
De las potencialmente 55 componentes independientes del tensor de Riemann, en las mismas coordenadas usadas en la métrica (1), el tensor de Riemann se puede escribir a partir de sola la curvatura escalar y el la métrica:

{\displaystyle R_{ijkl}={\frac {R}{12}}(g_{ik}g_{jl}-g_{il}g_{jk})}

El tensor de Einstein, calculado a partir del tensor de Ricci, viene dado por:

{\displaystyle G_{ij}=R_{ij}-{\frac {R}{2}}g_{ij}=-{\frac {R}{4}}g_{ij}}

### Grupo de isometría
Debido a la geometría del espacio de De Sitter, el grupo de isometría resulta ser SO(1,n) , cuya dimensión es {\displaystyle {\frac {(n+1)n}{2}}}.
Esta isometría se hereda del espacio-tiempo minkowskiano {\displaystyle \mathbb {R} ^{1,n}} en el que se embebe el espacio de De Sitter, por lo que los generadores del grupo de isometría son los generadores del grupo de Lorentz {\displaystyle M_{ij}}, con i,j=0,1,2...n, que cumplen las reglas de conmutación:

{\displaystyle \left[M_{ij},M_{kl}\right]=-i(\eta _{ik}M_{jl}-\eta _{il}M_{jk}-\eta _{jk}M_{il}+\eta _{jl}M_{ik})}

## Aplicaciones
- Las coordenadas (2) cubren medio hiperboloide de revolución en {\displaystyle \scriptstyle \mathbb {R} ^{5}}, ese medio hiperbolide con la métrica dada constituye precisamente el espacio-tiempo usado en el modelo de universo estacionario de Bondi-Gold-Hoyle.
- También los modelos de inflación cósmica sugieren que durante el período de expansión abrupta la métrica del espacio tiempo se podía representar aproximadamente por en espacio de De Sitter.